# Pleurobranchaea bubala
Pleurobranchaea bubala is een slakkensoort uit de familie van de Pleurobranchaeidae. De wetenschappelijke naam van de soort is voor het eerst geldig gepubliceerd in 1984 door Ev. Marcus & Gosliner.